# 峯田大夢
峯田 大夢（みねた ひろむ、1995年6月24日 - ）は、日本の男性声優、元コスプレイヤー。山形県出身。株式会社i.nari所属。
旧芸名はヒロム、コスプレイヤーとしての名義はNaGi。

## 来歴
アミューズメントメディア総合学院卒業。
元は「MEN'S KNUCKLE」のモデルをしていた。
2012年10月より開催された少女漫画雑誌「LaLa」の企画で、漫画『会長はメイド様!』の登場キャラクター・碓氷拓海のイメージボーイを選ぶ「碓氷拓海を探せ!コンテスト」に応募。バラに埋もれた自身の写真（作品の1シーンを再現したもの）を送ったところ、原作者の藤原ヒロに大きなインパクトを与えグランプリを獲得。碓氷拓海のコスプレをした峯田の写真が同作品単行本の告知ポスターに使用された。
これをきっかけにコスプレにはまり、コスプレイヤーとしても活動。
2014年、ゲームアプリ『モンスターストライク』で声優デビュー。
2021年、テレビアニメ『セスタス -The Roman Fighter-』のセスタス役でアニメ初主演。
2024年12月31日、スターダストプロモーションを退所、フリーとして活動することを自身のSNSで発表。
2025年5月1日、株式会社i.nariに入所することを自身のSNSで発表。

## 人物
モデル時代は山形から東京まで夜行バスで通っていた。
声優を目指そうとしたきっかけはテレビアニメ『コードギアス 反逆のルルーシュ』で声優の演技に圧倒され、自分も視聴者にそういった感情を抱かせてみたいと思ったことから。
目標として「声を担当した作品が舞台や実写になった時にも、自分で演じる」ことを挙げている。そのためにアクションや殺陣、ダンスなども学んでいる。
プライベートではジムに通い体を鍛えている。好きな食べ物はササミ。
web番組『はじめてのみねまさくん！！』で共演している伊藤昌弘とはプライベートでも仲が良い。

## 出演
太字はメインキャラクター。

### テレビアニメ
2016年
- orange（中山、娘A、男子生徒）
- この美術部には問題がある!
- 戦国鳥獣戯画（2016年 - 2017年、加藤清正、上杉景勝） - 2シリーズ

2017年
- セイレン（男子生徒、サラリーマン）
- カイトアンサ（QバスターN） - バスターナイト名義
- Code:Realize 〜創世の姫君〜（兵士、村人）

2018年
- ミイラの飼い方（田中、一つ目）
- 東京喰種トーキョーグール:re（髯丸トウマ）
- 人外さんの嫁（生徒、男性B、男子生徒B）

2020年
- アルゴナビス from BanG Dream!（観客）

2021年
- セスタス -The Roman Fighter-（セスタス）
- ブルーピリオド（矢口八虎）
- BORUTO-ボルト- NARUTO NEXT GENERATIONS（川浪カイト）

2022年
- フットサルボーイズ!!!!!（樫良木ルイ）
- 異世界迷宮でハーレムを（村人、青年探索者）
- マブラヴ オルタネイティヴ（斑鳩崇継）
- 永久少年 Eternal Boys（友人、アイドル）

2023年
- テクノロイド オーバーマインド（ケイ、伊賀美奏路）
- アルスの巨獣（メラン）
- 吸血鬼すぐ死ぬ2（所員、客）
- AYAKA -あやか-（男子生徒A、ピエロ、風林一太、男性A）
- BLEACH 千年血戦篇-訣別譚-（死神）
- うちの会社の小さい先輩の話（通行人B）
- 柚木さんちの四兄弟。（担任の先生）
- 聖剣学院の魔剣使い（兵士〈エルザ〉）

2024年
- マッシュル-MASHLE- 神覚者候補選抜試験編（生徒、中年男性）
- シャングリラ・フロンティア（アラミース）- 2シリーズ
- WIND BREAKER（鹿沼稔）
- ダンジョン飯（村人1）
- 黒執事 -寄宿学校編-（生徒）
- 負けヒロインが多すぎる!（男子生徒）
- 夜桜さんちの大作戦（ホテルスタッフ、現文教師、部下、葉桜部隊員、実験体 他）
- 転生したらスライムだった件（ガイ）
- ひとりぼっちの異世界攻略（脳筋莫迦A、ゴブリン）
- ハミダシクリエイティブ（生徒会役員B）

2025年
- Aランクパーティを離脱した俺は、元教え子たちと迷宮深部を目指す。（ユーク）
- アオのハコ（軽音部）
- ニートくノ一となぜか同棲はじめました（常連客、妖魔）
- 片田舎のおっさん、剣聖になる（騎士団員、ベリル・ガーデナント〈若年期〉、サリカッツ、冒険者、騎士団員 他）
- 鬼人幻燈抄（善二）
- クレバテス-魔獣の王と赤子と屍の勇者-（ピト）
- ぬきたし THE ANIMATION（モブ）

### 劇場アニメ
- HUMAN LOST 人間失格（2019年）

### Webアニメ
- 岐阜県大垣市プロデュースアニメ（2020年 - 2021年、生徒B、ヤス） - 2作品
- スター・ウォーズ: ビジョンズ（2021年、イーサン[48]）
- 印西あるある物語（2022年）
- Vivid BAD SQUAD - Journey to Bloom『RESOLVE』（2023年、三田）
- ライジングインパクト（2024年、先輩A）

### ゲーム
2014年
- モンスターストライク（2014年 - 2025年、ヤマトタケル、アラジン、ジークフリート、瑠璃、水仙、フェルメール、インドラ、森蘭丸、徳川家康、ヘイムダル、ハムレット 他）

2016年
- ゲス充（美浦悠人）

2017年
- 黒の騎士団 〜ナイツクロニクル〜（悪魔の頭脳 アシュレイ）

2018年
- ルナクロニクルR（エレガ）
- ソードアート・オンライン フェイタル・バレット（アファシスA290-00〈男ボイス2〉）

2019年
- モバイルレジェンド（ミノタウロス、アウラド）
- TRAVIA RETURNS（ブレイド）
- ドラガリアロスト（ヤテン、ナッツ）
- ゆめいろファンタジーラテール（ジェリル）
- エルンジェネシス（トレント）
- 共闘ことばRPG コトダマン（2019年 - 2020年、ヤマトタケル、徳川家康）
- 妄想破綻 Broken Delusion（佚名）
- モンストドリームカンパニー（ヤマトタケル）

2020年
- ファイトリーグ（ヤマトタケル、狂熱のワイルドフラワー）
- にゃんグリラ（ホーク）
- プロジェクトセカイ カラフルステージ! feat. 初音ミク（2020年 - 2023年、三田洸太郎〈ミュージシャン〉）
- イケメン王子 美女と野獣の最後の恋（リオ＝オルティス）

2021年
- キャプテン翼〜たたかえドリームチーム〜（ライール）
- Shadowverse（爪牙の戦闘員、コンス、ダンジョンミノタウロス）
- フットサルボーイズ!!!!!（樫良木ルイ）

2022年
- テクノロイド ユニゾンハート（ケイ）
- Fragment's Note+（天坂幹也）
- 白猫プロジェクト（ガナード）

2023年
- キュービックスターズ（チェシャ猫、ハムレット）
- マブラヴ：ディメンションズ（斑鳩崇継）

2024年
- クイズRPG 魔法使いと黒猫のウィズ（トレーズ）
- BAR ステラアビス（バラン）
- グランブルーファンタジー（スター君〈アリスター〉）

2025年
- HUNDRED LINE -最終防衛学園-（第4部隊長クェンゼーレ）

### ドラマCD
- アストメモリア-Re:Act Voice-（2019年、セルジュ・モリエール[66]）
- 休日のわるものさん（2021年、部下1[67]）

### ラジオドラマ
- サタデードラマハウス「美男子劇場」（2017年）
- マガツノート（2022年、政宗）
- 青春アドベンチャー（NHK-FM）
  - 『ナカスイ！ -海なし県の水産高校-』（2025年7月21日 - 8月1日、原作：村崎なぎこ）[68] - 進藤栄一 役[69]

### 吹き替え
- 凹凸世界（2019年、インチェ）
- HEARTSTOPPER ハートストッパー（2022年、チャーリー・スプリング）
- 百妖譜（2024年、少年）

### オーディオブック
- 魔眼の匣の殺人（王寺貴士）

### オーディオドラマ
- 恋が暴走する惑星 踏切スイッチ（2022年、ガク[70]）

### デジタルコミック
- 真夜中の女子会（2020年、鈴木拓人、陽介、Akira、若葉）
- あやかしトライアングル（2020年、風巻祭里）
- 悪役令嬢は嫌われ貴族に恋をする（2021年、リチャード[71]）
- 幼馴染のS級パーティーから追放された聖獣使い。万能支援魔法と仲間を増やして最強へ!（2022年、アイザック[72]）
- SAKAMOTO DAYS（2022年、眞霜平助[73]）
- 残念妖精ドルマさん（2022年、ドルマ[74]）
- 転生婚（2022年、リョク皇子[75]）
- 今日も明日も、君と（2022年、樋口、刑部）[76]
- 晴れのち四季部（2022年、鳴子雷[77]）
- 好きにさせてみせるから！second step（2023年、響）[78]
- 死んだら悪役令息で幻のΩなんて冗談じゃない！（2023年、 シャル・ロミウッド）[79]

### 舞台
- 天元突破グレンラガン 〜炎撃篇〜（2014年 - 2015年、ヴィラル）
- キャプテンハーロック〜次元航海〜（2016年、ダイバー・ゼロ）
- キャプテンハーロック〜次元航海〜（再演）（2017年、ダイバー・ゼロ）
- RAYZ OF LIGHT 落陽散花（2018年、袴田真一）
- 妖語りす譚（2019年）
- PRINCE of MONSTERS（2020年、謎の男）
- イケメン王子 美女と野獣の最後の恋 THE STAGE 〜Baest Leon〜（2020年、リオ＝オルティス）[80]

### 朗読劇
- 晴れのち四季部（2023年4月9日、鳴子雷[81]）
- アシガール（2023年8月5日、速川尊）

### web番組
- ニコ生ケットGirls3飛び出せ！48人のシンデレラ（2014年3月4日、ニコニコ放送）
- 声優集合！モンストプレイしながら言ってもらってみた！（2020年9月22日）
- 伊藤昌弘･峯田大夢のはじめてのみねまさくん！！-ふたりで、できるもん-（2021年4月20日 - 、ニコニコ放送）

### その他コンテンツ
- 会長はメイド様!（2013年2月5日、白泉社、碓氷拓海を探せコンテストグランプリ、ポスター） - 碓氷拓海 役

## ディスコグラフィ

### キャラクターソング
| 発売日         | 商品名                                           | 歌 | 楽曲                        | 備考                                                     |
| -------------- | ------------------------------------------------ | --- | --------------------------- | -------------------------------------------------------- |
| 2017年11月15日 | QUIZUN THE WORLD VOL.3 Qバスターヘッド編         | Qバスターヘッド（下野紘） with Qバスターズ                                                                                         | 「D-Judgement」             | テレビアニメ『カイトアンサ』関連曲                       |
| 2017年11月15日 | QUIZUN THE WORLD VOL.3 Qバスターヘッド編         | Qバスターズ | 「GO!!Qバスターズ」         | テレビアニメ『カイトアンサ』関連曲                       |
| 2021年11月10日 | STATION IDOL LATCH! STATION IDOL LATCH! 03       | 不動雅 / 目黒駅（峯田大夢）、綜馬礼 / 目白駅（太田将熙）                                                                           | 「Get into the Wonderland」 | 『STATION IDOL LATCH!』関連曲                            |
| 2022年2月9日   | フットサルボーイズ!!!!! プレイヤーソングアルバム | フットサルボーイズ!!! | 「Higher Goals」            | ゲーム『フットサルボーイズ!!!!! ハイファイリーグ』主題歌 |
| 2022年2月9日   | フットサルボーイズ!!!!! プレイヤーソングアルバム | 樫良木ルイ（峯田大夢）、結城心（新井雄也）、久我巧生（村上聡）、花山院快斗（馬場惇平）、京極聖（宮瀬尚也）、二葉ともえ（山本智哉） | 「Grab for victory」        | 『フットサルボーイズ!!!!!』関連曲                        |

### シリーズ一覧
1. ↑  第1期『〜甲〜』（2016年）、第2期『〜乙〜』（2017年）
2. ↑  1st season（2024年）、2nd season（2024年）

### ユニットメンバー
1. 1 2  バスタープリンス（安東心）、バスターナイト（峯田大夢）、バスターファーマー（川上晃二）
2. ↑  大和晴（高良崚太）、榊星一郎（石森周斗）、月丘柊依（吉原康平）、幸永椿貴（山口諒太郎）、南雲竜（古田一紀）、天門泰雅（坂井易直）、樫良木ルイ（峯田大夢）、結城心（新井雄也）、久我巧生（村上聡）、花山院快斗（馬場惇平）、京極聖（宮瀬尚也）、二葉ともえ（山本智哉）、昂守希（佐久間貴生）、十河夏輝（千葉瑞己）、相庭京介（浦和希）、花村理央（多田啓太）、鞍馬雪丸（上村源）、桐生蓮（TAKA）、白河瞬（岡延明）、橘藤吾（大海将一郎）、今園彩人（森永彩斗）、水無瀬亜佐（菊池勇成）、秋月奏夜（津田拓也）、朝比奈碧（奥山敬人）、天王寺刻成（川島慶嗣）、世良龍太朗（下川草介）、水無瀬涼佑（石井孝英）、ガルシア・エミリオ（小塚亮輔）、蓮美朔（木津つばさ）